# Elke Breitenbach

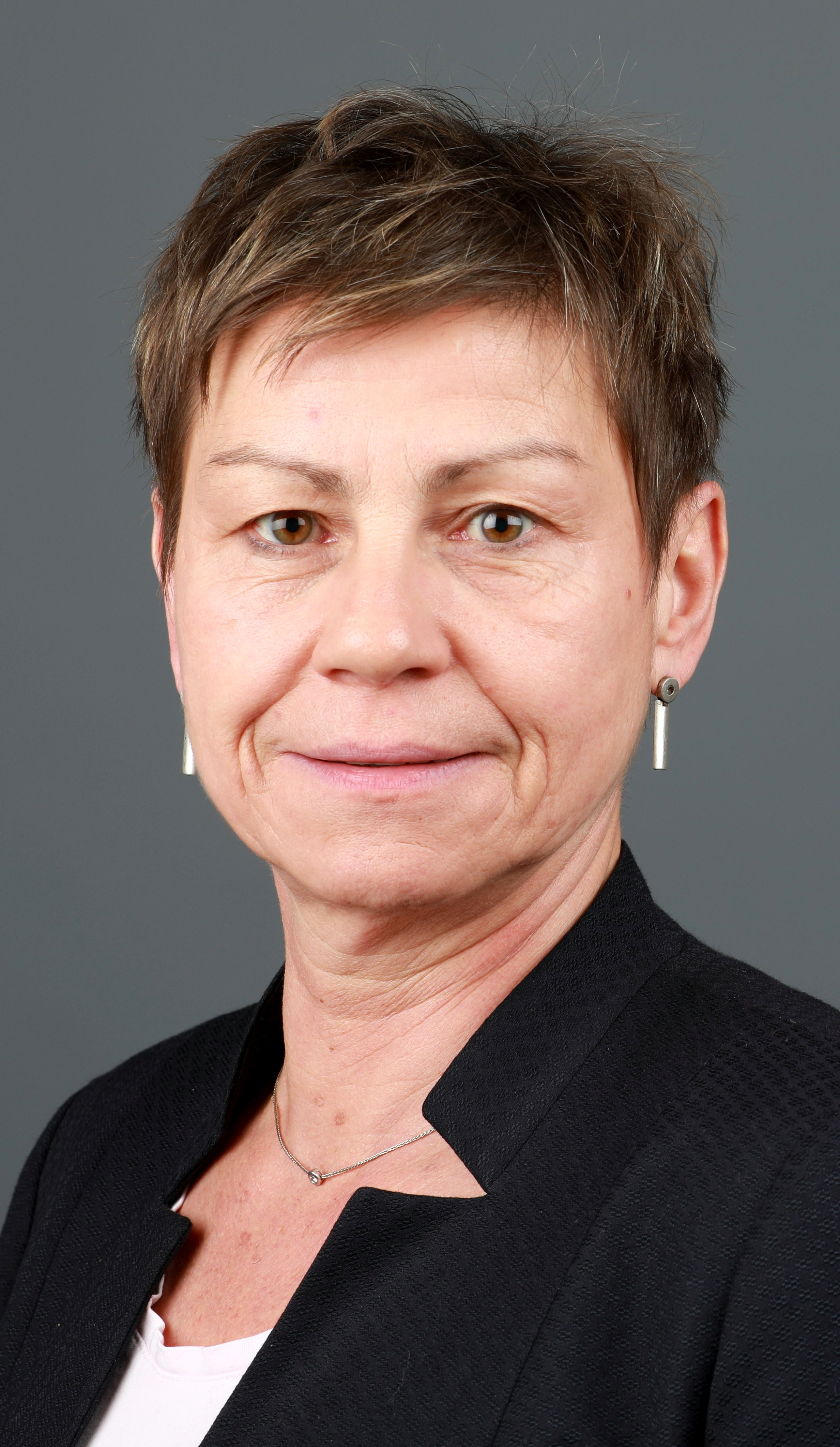
Elke Breitenbach (2017)

Elke Breitenbach (* 30. März 1961 in Frankfurt am Main) ist eine deutsche Politikerin (parteilos, bis 2024 Die Linke). Sie war von 2016 bis 2021 die Berliner Senatorin für Integration, Arbeit und Soziales und zuvor von 2003 bis 2017 Mitglied des Berliner Abgeordnetenhauses. Seit 2021 gehört sie dem Abgeordnetenhaus erneut an.

## Leben

### Studium und Berufstätigkeit
Breitenbach besuchte 1976 bis 1981 die Berufsfachschule in Obertshausen im Berufsfeld der sozialpädagogischen Berufe und absolvierte die Mittlere Reife und anschließend das Abitur in Babenhausen. Danach studierte sie von 1981 bis 1989 Politikwissenschaften an der Freien Universität Berlin, das sie mit dem Diplom abschloss.
Nach ihrem Studium arbeitete sie von 1989 bis 1991 als wissenschaftliche Mitarbeiterin an der Technischen Universität Berlin für das Forschungsprojekt „Zusammenarbeit zwischen Berufsschulen und Trägern gewerkschaftlicher Jugendarbeit in Berlin und Herford“. Anschließend engagierte sie sich von 1992 bis 1997 als Gewerkschaftssekretärin in der Gewerkschaft Handel, Banken und Versicherungen (HBV), welche im Jahr 2001 in der Gewerkschaft ver.di aufging, für die Bereiche Jugend, berufliche Bildung und Frauen.
In den Jahren 1998 und 1999 arbeitete sie auf einer ABM-Stelle als Historikerin in der Gedenkstätte Sachsenhausen und war von 1999 bis 2002 Referentin für soziale Sicherungssysteme bei der PDS-Bundestagsfraktion. Im Jahr 2002 wechselte sie zur Berliner Senatsverwaltung und war dort bis 2003 persönliche Referentin der Senatorin für Gesundheit, Soziales und Verbraucherschutz Heidi Knake-Werner.

### Politik
Breitenbach trat 1998 in die PDS (ab 2007 Die Linke) ein. Sie war ab 2003 Mitglied des Parteivorstandes der PDS und wurde am 17. Juni 2007 in den ersten Parteivorstand der neuen Partei DIE LINKE gewählt. Zudem war sie von 2012 bis 2016 stellvertretende Landesvorsitzende der Berliner Linken.
Im Januar 2003 rückte sie für Thomas Flierl in das Berliner Abgeordnetenhaus nach. Bei den Wahlen in den Jahren 2006, 2011 und 2016 gelang ihr über die Landesliste erneut der Einzug ins Parlament. Nach den Berliner Wahlen 2016 wurde eine rot-rot-grüne Koalition (Senat Müller II) gebildet. Am 8. Dezember 2016 wurde sie zur Senatorin für Integration, Arbeit und Soziales ernannt. Ihr Abgeordnetenhausmandat legte Breitenbach am 31. Januar 2017 nieder und für sie rückte Gabriele Gottwald ins Parlament nach. Ab dem 13. Dezember 2016 war Breitenbach zudem stellvertretendes Mitglied des Bundesrates für das Land Berlin.
Am 16. Dezember 2019 unterzeichnete sie als Senatorin für Inklusion eine Vereinbarung zur Verbesserung des Minderleistungsausgleiches, der es erlaubt, dass sogenannte Inklusionsbetriebe Mitarbeiter mit Behinderung für z. B. die Gebäudereinigung zum gleichen Tarif voll vergüten, auch wenn die Mitarbeiter eventuell nicht die gleichen Leistungen erbringen können.
Als Berliner Sozialsenatorin organisierte sie im Frühjahr 2020 unter dem Namen „Nacht der Solidarität“ die deutschlandweit erste Obdachlosenzählung in Berlin, um Daten über obdachlose Menschen in Berlin zu erhalten und somit Hilfsangebote zu schaffen und zu verbessern und die Obdachlosigkeit damit langfristig sowie strategisch einzudämmen.
Nach der Wahl zum Abgeordnetenhaus im September 2021, bei der sie ein Mandat erhielt, gab Breitenbach bekannt, dem Senat nicht mehr angehören zu wollen. Als Nachfolgerin nominierte die Linkspartei die ehemalige Bundesvorsitzende Katja Kipping, welche das Amt mit Bildung des Senats Giffey am 21. Dezember 2021 antrat. Breitenbach schied am selben Tag aus dem Amt aus. Bei der Wiederholungswahl 2023 konnte sie ihren Sitz im Abgeordnetenhaus verteidigen.
Elke Breitenbach trat am 23. Oktober 2024 zusammen mit Klaus Lederer, Carsten Schatz, Sebastian Schlüsselburg und Sebastian Scheel aus ihrer Partei aus. Als Hauptgründe nannten sie mangelnde Abgrenzung von Antisemitismus und die Verweigerung von Solidarität zur Ukraine.

### Soziales Engagement
Elke Breitenbach ist im Rahmen des Berliner Landesaufnahmeprogramms für syrische Flüchtlinge Bürgin für eine durch den gemeinnützigen Verein Flüchtlingspaten Syrien betreute 71-Jährige. Im Jahr 2018 war sie zudem Schirmfrau der 4. Bundeskonferenz der Straßenkinder.
Breitenbach ist Mitglied der überparteilichen Europa-Union (EUB), die sich für ein föderales Europa und den europäischen Einigungsprozess einsetzt.

### Privatleben
Sie ist mit dem Politiker Thomas Nord verheiratet.